# D. Scott Rogo
Douglas Scott Rogo, conosciuto come D. Scott Rogo (Los Angeles, 1º febbraio 1950 – Los Angeles, 18 agosto 1990), è stato un giornalista, saggista e parapsicologo statunitense.

## Biografia
Appassionato di musica e parapsicologia fin dall'adolescenza, Rogo ha studiato all'Università di Cincinnati e poi all'Università statale della California. Nell’anno accademico 1968-1969 ha seguito un corso sperimentale di parapsicologia. Nel 1969 ha pubblicato il suo primo articolo su una rivista di parapsicologia e l'anno successivo ha scritto il suo primo libro di parapsicologia. In campo musicale suonava l'oboe e il corno inglese e per due anni ha fatto parte della San Diego Symphony. Dopo avere conseguito il bachelor of arts in musica nel 1972 con una tesi sulla psicologia della musica, ha deciso di dedicarsi a tempo pieno alla parapsicologia come giornalista e ricercatore indipendente. Nel 1973 ha cominciato a collaborare con la Psychical Research Foundation a Durham; nel 1975 ha cominciato a collaborare anche con la Divisione di parapsicologia del Maimonides Medical Center a Brooklyn, New York. Nel 1978 ha cominciato a lavorare come redattore della rivista Fate. Ha collaborato anche con i periodici Parapsycology Review, Journal of the Society for Psychical Research, Human Behaviour, Omni e Science of Mind.  Negli anni ottanta ha lavorato come lettore alla John F. Kennedy University a Orinda. Ha pubblicato una ventina di libri.

### Morte
Il 16 agosto 1990 Rogo è stato trovato ucciso nella sua casa, pugnalato a morte. Quando è stato ritrovato era morto almeno da 12 ore. Era stato visto vivo per l’ultima volta due giorni prima. La polizia ha arrestato un ispanico, John Battista, che è stato condannato in primo grado nel 1992 ed assolto nel 1996. L'assassino e i motivi del delitto sono rimasti sconosciuti.

## Posizioni
Rogo ha indagato su vari aspetti della parapsicologia, tra cui le infestazioni, il poltergeist e le esperienze di pre-morte. Rogo era di mentalità aperta sulla questione della sopravvivenza della coscienza dopo la morte e scrisse in proposito di essere "favorevole alla nozione di sopravvivenza", tuttavia era scettico su alcuni dei fenomeni oggetto di ricerche paranormali, poiché credeva che potessero essere esperienze psicologiche. Rogo è molto conosciuto per il suo libro scritto nel 1979 con Raymond Bayless e intitolato Phone Calls From The Dead, in cui si descrive un presunto fenomeno paranormale in cui le persone riferiscono di avere ricevuto telefonate semplici, brevi e di solito una sola volta da spiriti di parenti, amici o estranei deceduti. 
Rogo si è interessato anche di miracoli, di UFO e di altri fenomeni inconsueti. Nel suo libro The Haunted Universe, scritto nel 1977, Rogo ha ipotizzato che strani fenomeni come i dischi volanti e Bigfoot siano in realtà proiezioni psichiche prodotte dalle menti degli osservatori stessi, che per effetto di forze paranormali causerebbero la materializzazione e la smaterializzazione di oggetti.

## Libri pubblicati

### Come autore
- NAD: A Study of Some Unusual “Other-World” Experiences. New York: University Books. 1970.
- A Psychic Study of “The Music of the Spheres” (NAD. Volume II). Secaucus, NJ: University Books. Inc. 1972.
- Methods and Models for Education in Parapsychology. Parapsychological Monograph No. 14. New York: Parapsychology Foundation, Inc. 1973.
- The Welcoming Silence: A Study of Psychical Phenomena and Survival of Death. Secaucus, NJ: University Books. 1973.
- An Experience of Phantoms. New York: Taplinger Publishing Company. 1974.
- Parapsychology: A Century of Inquiry. New York: Taplinger Publishing Company. 1975.
- Exploring Psychic Phenomena: Beyond Mind and Matter. Wheaton, IL: Theosophical Publishing House. 1976.
- In Search of the Unknown: The Odyssey of a Psychical Investigator. New York: Taplinger Publishing Company. 1976.
- The Haunted Universe: A Psychic Look at Miracles, UFOs and Mysteries of Nature. New York: New American Library. 1977.
- The Haunted House Handbook. New York: Tempo Books/Grosset & Dunlap. 1978.
- (Ed.) Mind Beyond the Body: The Mystery of ESP Projection. Harmondsworth, Middlesex, England: Penguin Books. 1978.
- Minds and Motion: The Riddle of Psychokinesis. New York: Taplinger Publishing Company. 1978.
- The Poltergeist Experience. Harmondsworth, Middlesex, England: Penguin Books. 1979.
- (Ed.) UFO Abductions: True Cases of Alien Kidnappings. New York: New American Library. 1980.
- ESP and Your Pet. New York: Tempo Books/Grosset & Dunlap. 1982.
- Miracles: A Parascientific Inquiry Into Wondrous Phenomena. New York: The Dial Press. 1982.
- Leaving the Body: A Complete Guide to Astral Projection. Englewood Cliffs, NJ: Prentice-Hall. 1983.
- Our Psychic Potentials. Englewood Cliffs, NJ: Prentice-Hall. 1984.
- The Search for Yesterday: A Critical Examination of the Evidence for Reincarnation. Englewood Cliffs, NJ: Prentice-Hall. 1985.
- Life After Death: The Case for Survival of Bodily Death. Wellingborough, Northamptonshire, England: Aquarian Press. 1986.
- Mind Over Matter: The Case for Psychokinesis: How the Human Mind Can Manipulate the Physical World. Wellingborough, Northamptonshire, England: The Aquarian Press. 1986.
- On the Track of the Poltergeist. Englewood Cliffs. NJ: Prentice-Hall, Inc. 1986.
- The Infinite Boundary: A Psychic Look at Spirit Possession, Madness, and Multiple Personality. New York: Dodd, Mead & Company. 1987.
- Psychic Breakthroughs Today: Fascinating Encounters with Parapsychology’s Latest Discoveries. Wellingborough, Northamptonshire, England: The Aquarian Press. 1987.
- The Return From Silence: A Study of Near-Death Experiences. Wellingtiorough, Northamptonshire, England: The Aquarian Press. 1989.
- Beyond Reality: The Role Unseen Dimensions Play in Our Lives. Wellingborough, Northamptonshire, England: The Aquarian Press. 1990.

#### Come coautore
- Con Raymond Bayless, Phone Calls From the Dead. Englewood Cliffs, NJ: Prentice-Hall. 1979.
- Con Jerome Clark, Earths Secret Inhabitants. New York: Tempo Books/Grosset & Dunlap. 1979.
- Con Ann Druffel, The Tujunga Canyon Contacts. Englewood Cliffs, NJ: Prentice-Hall. 1980.